# NGC 1531
NGC 1531 je galaksija u zviježđu Eridanu.

## Vanjske poveznice
- SEDS: NGC 1531